# Joke Bruijs
Johanna Maria (Joke) Bruijs (Rotterdam, 14 januari 1952) is een voormalig Nederlands actrice, zangeres en comédienne.

## Biografie
Bruijs groeide op in de Moerkerkestraat te Rotterdam-Zuid, en verhuisde op driejarige leeftijd naar Poelenburg in Zuidwijk. Ze heeft drie oudere broers en komt uit een muzikale familie; haar vader Kees maakte voor de Tweede Wereldoorlog deel uit van The Four Dutch Serenaders, net als Johnny Hoes. Ze kreeg op de lagere school het advies om naar de MULO te gaan, maar koos tegen de zin van haar ouders voor de huishoudschool. Nadat ze deze succesvol had voltooid zette ze haar schooltijd voort op de MULO aan de Slinge. Na het behalen van haar diploma koos ze voor de detailhandelsschool. Bruijs maakte geen van de opleidingen af omdat ze te druk was met optreden. In 1966 trad zij als dertienjarige zangeres toe tot de Rotterdamse popgroep The Spitfires, maar zij nam daar in 1968 afscheid omdat zij op haar vijftiende jaar in dienst was getreden bij het Vara-dansorkest. Zij zong vervolgens ook voor radio-orkesten als The Skymasters en The Ramblers. Bruijs ontmoette in 1970 Jan Blaaser tijdens een gezamenlijk optreden in de Koepelgevangenis te Breda. Ze besloten samen te gaan werken en als duo te gaan optreden op onder andere verenigingsavonden en personeelsfeesten.
Bruijs stond al spoedig ook als zangeres en actrice in het theater, onder andere in cabaretvoorstellingen met Jan Blaaser, Don Quishocking, Mini & Maxi en De Mounties, met wie zij onder meer speelde in de klucht Drie in de pan. Zij speelde en zong ook in musicals als Kaat Mossel en Mooi Katendrecht. In 1970 nam Bruijs deel aan het Nationaal Songfestival 1970, met het liedje Okido. Bruijs was in 1995 de regionale inzendingen namens Radio Rijnmond met het lied 
"De laatste dans" voor het Nederlandse Songfestival 1995, dat werd gehouden in de Grote Zaal van Muziekcentrum Vredenburg. Ze eindigde als tweede, achter de Winnares Wia Buze met lied "Bij Alles wat ik doe".
Van 2004 tot en met 2006 stond Bruijs samen met André van Duin in diverse theaters met de André van Duin Jubileumshow (2004–2005) en de De Nieuwe André van Duin Show (2006). In 2014 was Bruijs samen met haar voormalige echtgenoot Gerard Cox op het toneel te zien met Alles went behalve een vent, geproduceerd door Bastiaan Ragas en Henrike van Engelenburg. Ze vierde haar 50-jarig jubileum in 2017 met een gala-concert in De Doelen.
In 2019 was Bruijs te zien in het RTL 4-programma The Masked Singer, waarin zij gemaskerd als Hond de vierde ronde bereikte.
In 2023 was Bruijs te zien bij The roast of Famke Louise van Comedy Central als zichzelf. In datzelfde jaar was Bruijs te zien in het televisieprogramma DNA Singers waar ze samen met haar nicht zong.

#### Toen was geluk heel gewoon
Bruijs speelde samen met Gerard Cox in de serie Vreemde praktijken, waarin zich al het patroon aftekende van de sjoemelende en zelfingenomen man die telkens het onderspit delft, en die later opnieuw opdook in de gedaante van Jaap Kooiman in de serie Toen was geluk heel gewoon.
Bruijs speelde hierin de rol van zijn eega Nel Kooiman en samen beleefden zij in de geromantiseerde soberheid van de jaren vijftig tot en met zeventig alledaagse avonturen met het echtpaar dat bij hen in de portiek woonde, gespeeld door Sjoerd Pleijsier en Mouna Goeman Borgesius. De serie liep van 1994 tot 2009.

#### Goede tijden, slechte tijden
Tussen 2009 en 2011, en in 2018 was Bruijs meerdere malen te zien in de RTL 4-soap Goede tijden, slechte tijden. Ze vertolkte de rol van Maria de Jong, de in Canada woonachtige moeder van Rik (Ferri Somogyi) en Danny de Jong (Jan Kooijman). Later blijkt ze nog een zoon Daan Stern (Dorian Bindels) te hebben. Bruijs nam de rol over van actrice Janine Veeren, die het personage in 1996 en 1997 speelde. Bruijs was op 14 december 2018 voor het laatst als Maria te zien. Een aantal maanden later, in maart 2019, overleed het personage buiten beeld aan een beroerte.

#### Pensioen
In oktober 2022 kondigde Bruijs haar pensioen aan. Op 70-jarige leeftijd stopte ze met zingen en acteren voor grote films en producties. De romantische komedie, Casa Coco, is haar laatste grote rol. De oorzaak was een cognitieve beperking, met als gevolg geheugenproblemen.
In april 2023 maakte Bruijs bekend aan een progressieve vorm van de ziekte van  Parkinson te lijden. Ze vertelde aansluitend meteen te stoppen met haar werkzaamheden als actrice en zangeres. Begin april 2025 kondigde Gerard Cox aan dat de gezondheid van zijn ex-vrouw hard achteruit gaat. Een normaal leven voor Bruijs is volgens Cox nauwelijks nog mogelijk.

## Onderscheiding
In 2003 ontving Bruijs wegens haar verdiensten op het gebied van cultuur de Erasmusspeld van de stad Rotterdam.

## Boek
- Ben Valkhoff, Joke Bruijs, swingend door het leven. Rotterdam: Trichis, 2012

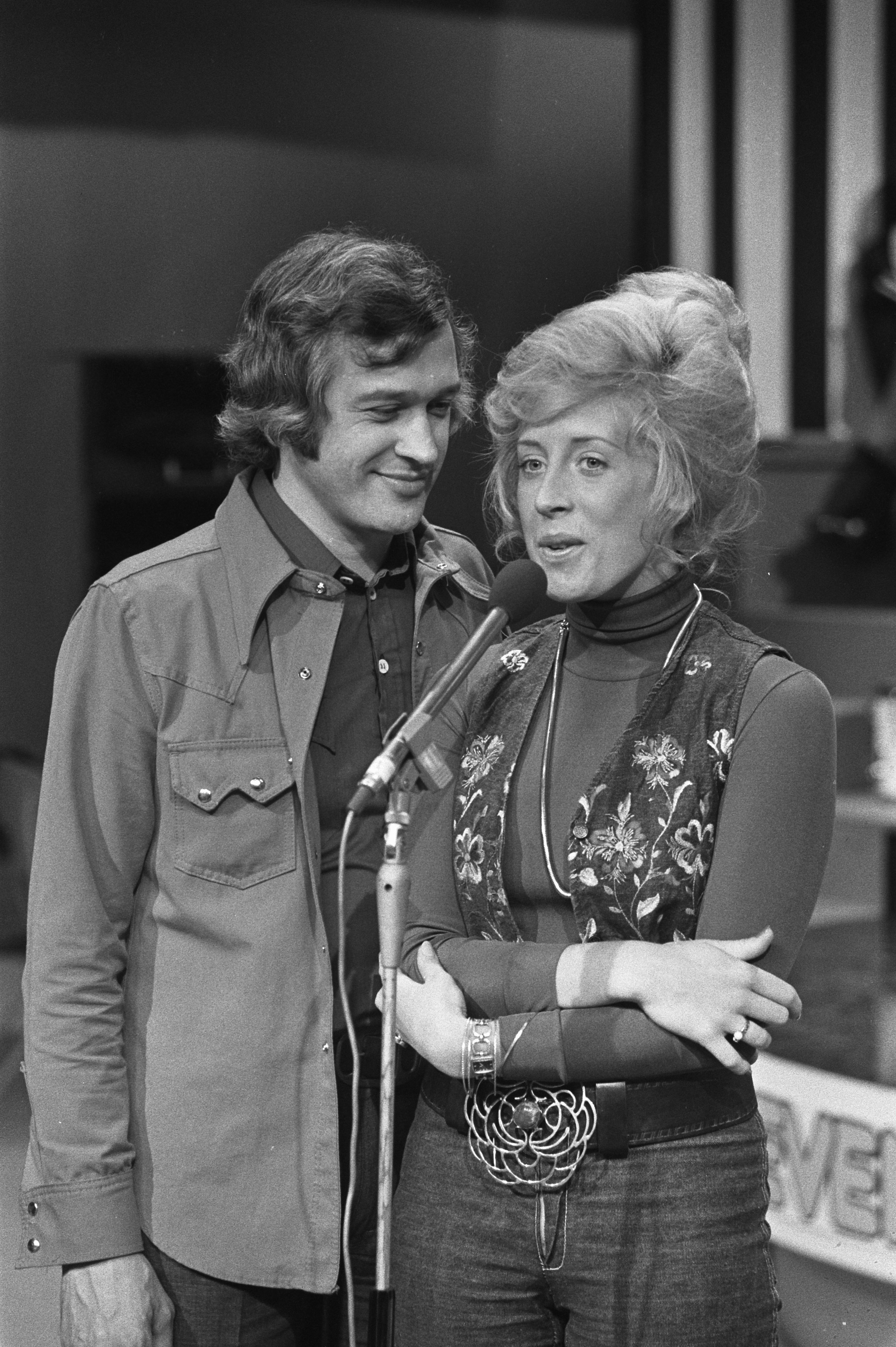
Dick Rienstra naast Joke Bruijs
Bij Op Losse Groeven

## Discografie

### albums
- Gerard Cox & Joke Bruijs: Sentimental Journey - 28 Gouden Songs Uit 1946, (1975)
- Rotterdam 1990 (1990), gezongen samen met Lee Towers en Gerard Cox
- Kaat Mossel (1994) gezongen samen met Rotterdams Operette gezelschap
- Joke Bruijs & Eddy Doorenbos: Niets meer aan te doen (1994)
- You Make me Feel So Young (1996)
- Toen Was Geluk Heel Gewoon (1999), gezongen samen met Gerard Cox, Sjoerd Pleijsier en Mouna Goeman Borgesius
- Close To Me (2003)
- Leef Wat Je Kan (2006)
- When Christmas Time Is Near (2007)
- On The Road (2010)
- De Oase Bar (2016) gezongen samen met Gerard Cox en Peggy Vrijens
- Young At Heart (2017)

### singles
- Als Een Vogel Zonder Vleugels (1968)
- Veel geluk Daar Op de Maan (1969)
- Oki Do (1970)
- Het Kan Me Niets Schelen (I Can't Make You Love Me) (1970
- Oh Nee Oh Nee (1970)
- Waterman (1970) samen met: Anita Meyer en Letty de Jong
- Wakkadoe (1972)
- Met Jou (1973)
- Naar Het Strand Neem Ik Je Mee (1975)
- Gerard Cox & Joke Bruijs: Neem de Metro Mamma! (1986)
- Gerard Cox & Joke Bruijs: Kermis (2000)
- Er komen altijd schepen (2007)
- Andre van Duin & Joke Bruijs: Wie wil er nou geen duo zij (2010)
- Metropole Orkest & Joke Bruijs: Rotterdam (2018),  van het album Like Nobody's Watching als single uitgebracht op diverse streaming platforms voor muziek waaronder Spotify en Apple Music. Ook als live video registratie opgenomen en uitgebracht tijdens een concert in de LantarenVenster te Rotterdam.

## Filmografie
- De Boris en Bram Show (1979 -1980) - Marie
- Drie in de pan (1983) - Roos Uilenburg
- De Bluffers, 13 episodes (1986) - Bloesem, Gin-Seng (stem)
- DuckTales (1987-1990) - Zwarte Magica (stem)
- Drie recht, één averecht (1988)
- Vreemde praktijken (1989-1992) - Sjaan de Vries
- Toen was geluk heel gewoon (televisieserie) (1994-2009) - Nel Kooiman
- De zeemeerman (1996) - Mevrouw Romijn
- Baantjer (2003), afl. De Cock en de moord op de clown - Bianca van het Oever
- Goede tijden, slechte tijden (2009-2010, 2011, 2018) - Maria de Jong (2)[9]
- Sorry (2012) - Martha
- Toen was geluk heel gewoon (film) (2014) - Nel Kooiman
- La Famiglia (2016) - Annie van Voorst-Vliegenthart
- De Prinses op de Erwt: Een Modern Sprookje (2016) - Mevrouw Krans
- Sinterklaas & het Goude Hoefijzer (2017) - Oma
- Kerstgezel.nl (2020) - Rita
- De K van Karlijn (2021) - Leonoor
- Sinterklaasjournaal (afl. 21.22) (2021) - Vrouw die haar straatje schoonveegt
- Scrooge Live (2021) - Collectant
- Casa Coco (2022) - Pleun
- Ome Cor (2022) - als zichzelf
- The Roast of Famke Louise (2023) - als zichzelf

- Gemeinsame Normdatei: 1162359846
- International Standard Name Identifier: 0000 0001 3158 6823
- Library of Congress Control Number: no2016030433
- MusicBrainz: acb20473-6642-4948-b1bb-fa45a86046f0
- Nederlandse Thesaurus van Auteursnamen: 354885707
- Virtual International Authority File: 305803356
- WorldCat: E39PBJcwFxXqMjJBQTRk7QKTpP